# Johann Martin Fischer

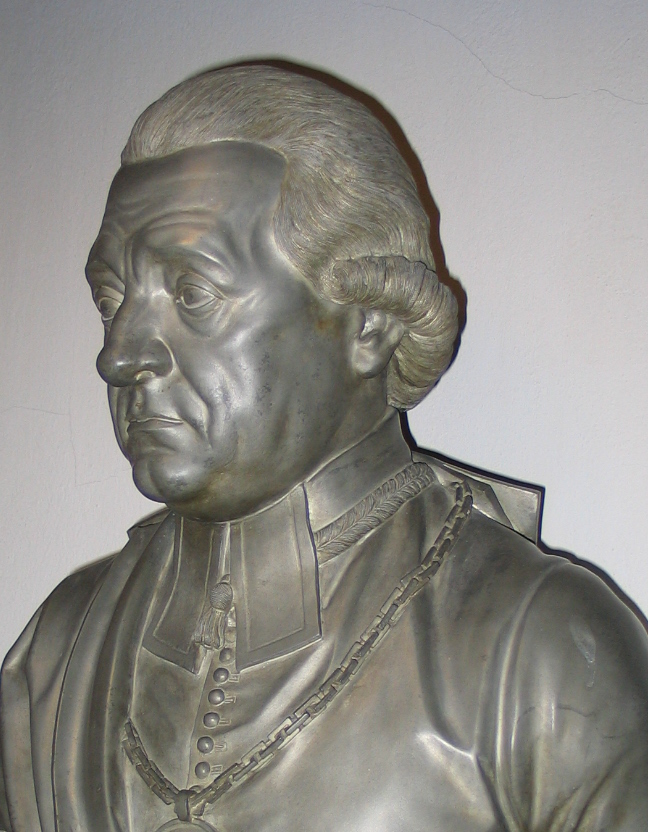
Leopold Biwald mellszobra (Martin Fischer alkotása)

Johann Martin Fischer, (magyarosan: Fischer Márton), (Bebele bei Hopfen im Allgäu, 1740. november 2. – Bécs, 1820. április 27.) osztrák szobrász. Stílusa mintegy átmenet Georg Raphael Donner késő barokk művészete és a klasszicizmus között.

## Életpályája
1760-tól élt Bécsben. Bécsben Jakob Christoph Schletterer vezetése alatt tanult. 1786-tól az akadémia tanára, 1815-től az Allgemeine Maler und Bildhauerschule tanára volt.

## Művei
- A schönbrunni kert számára egy nagy Mucius Scaevola márványszobrot készített;
- Mózes-kút (Mosesbrunnen) (néha a Ferenciek kútjaként említik), Franziskanerplatz, Bécs, 1798) : a nyolcszögletű medence közepén a kő talpazatot ólomból öntött domborművek díszítik, amelyek témája: Mózes és népe a sivatagban, illetőleg Mózes vizet fakaszt a sziklából. (Ember Mária: Bécs (Panoráma, Budapest, 1982, 172. old.)
- 1775 – 1776-ban a pécsi székesegyház részére két gazdag szobordíszes oltárt készített; az egyik, amelyet a koronafelajánlás jelenetével díszített a művész, ma Sumonyban van; a másik a kurdi templomban áll.[7]
- Harruckern Ferenc síremléke (Gyula, 1776)
- Bender-síremlék (1786 körül, Pozsony, már nincs meg)
- Körmend, Immaculata szobor, Vertumnus és Pomona szobra, Kybéle szobor.